# Cause for Alarm (band)
Cause for Alarm is een Amerikaanse hardcoreband uit New York, opgericht in 1982, ontbonden in 1983 en herenigd in 1994.

## Bezetting
Oprichters
- Billy Milano (zang, 1982)
- Alex Kinon (gitaar)
- Robert Kabula (basgitaar)
- Rob Krekus (drums)

Huidige bezetting
- Keith Burkhardt (zang)
- Jason Banks (e-gitaar)
- Joe Orgera (basgitaar)
- Raeph Glicken (drums)

Voormalige leden
- Chris Charucki († 2018) (zang)
- Eric Britto (gitaar)
- Danny Marianino (gitaar)
- Stephen Fuller (basgitaar)
- Rude-T (basgitaar)
- Tony Scaglione (drums)

## Geschiedenis
In het begin van de jaren 1980 vonden hardcore-concerten in New York vaak plaats in Club A7 bij Tompkins Square Park. In 1982 ontmoetten de vrienden Rob Kabula en Billy Milano, die deel uitmaakten van de band Hinckley's Fanclub, Alex Kinon en Rob 'Robbie Cryptcrash' Krekus. Samen richtten ze Cause for Alarm op. Even later vervingen ze zanger Milano (die later S.O.D. en M.O.D. oprichtte) door Keith Burkhardt. Na een paar zelf-georganiseerde optredens volgde in hetzelfde jaar de eerste titelloze single, die was opgenomen in de High Rise Studios. De single had een oplage van 1000 stuks. In 1982 ontmoette Burkhardt John Joseph van de Cro-Mags, die hem kennis liet maken met de Krishna-leer. Burkhardt wilde toen een band vormen die zich met dit onderwerp zou gaan bezighouden, waar de andere bandleden het niet mee eens waren. Door dit conflict is eind 1983 Cause for Alarm uit elkaar gegaan.
Op 27 november 1994 speelde de band een reünie in de New Yorkse Wetland Cub, met de band bestaande uit zanger Keith Burkhardt, gitarist Alex Kinon, bassist Joe Orgera en drummer Tony Scaglione (ex-Slayer, ex-Whiplash). Victory Records werd vervolgens bekend met de band, contracteerde ze en bracht de debuutsingle opnieuw uit, dit keer met een oplage van 7.000 tot 8.000 exemplaren. In 1995 bracht Victory ook een splitpublicatie uit met Warzone. Nummers als Beyond Life and Death zijn in 1982 geschreven door zanger Burkhardt. De song zou eerst te horen moeten zijn op P.E.A.C.E./War, waarvan Burkhardt zegt dat het gecensureerd werd vanwege de religieuze teksten, zodat Time Will Tell in plaats daarvan werd gebruikt.
De band verscheen voor het eerst in Europa in 1996, met Jason Banks als de nieuwe gitarist van de band. In hetzelfde jaar werd het album Cheaters and the Cheated uitgebracht, waarvan er ongeveer 12.000 wereldwijd werden verkocht. Dit omvatte het nummer Burden, dat eigenlijk op de debuutsingle te horen is. Het nummer werd vervolgens geschreven door de voormalige gitarist Alex Kinnon, die het nummer van zijn middelbare schoolband The Radicals had meegenomen en toen nog Land of the Free heette. In 1997 volgde de single Birth after Birth, waarna bassist Rude-T en gitarist Danny Marianino als nieuwe leden werden gehoord.
Om het album uit te brengen, trad de band op in de New York CMJ Club. Even later verliet drummer Scaglione de band om terug te keren naar Whiplash. Op het album Beneath the Wheel, dat in 1998 uitkwam, bestond de band uit zanger Burkhardt, nieuwe drummer Raeph Glicken, gitarist Jason Banks en bassist Joe Orgera, die beiden waren teruggekeerd naar de band. In 1999 grapte Burkhardt dat het hem twee weken zou kosten om alle bezettingswijzigingen op te sommen, maar hij was er trots op dat de huidige bezetting al een jaar bestaat. In 2000 bracht Victory Records de compilatie Nothing Ever Dies 1982-99 uit.

## Stijl
Matthias Mader vond in zijn boek New York Hardcore. The Way It Was ..., de eerste titelloze single is een mijlpaal in de thrashy hardcore. Op de single zou de tekst de positieve kijk op het leven van de band behandelen. Dus het nummer United Races zou oproepen tot vreedzaam samenleven van de verschillende menselijke rassen. Nummers als Plastic Cylinder Express op Cheaters and the Cheated zouden thematisch de psychologische en fysieke afhankelijkheid van heroïnegebruikers behandelen. De nummers op Beneath the Wheel zijn pakkender en beter gestructureerd dan op Cheaters and the Cheated en Birth after Birth. Bijna alle songs zijn religieus, maar zonder de indruk van een preek achter te laten. Het nummer Homeless zou gaan over dakloosheid in Burkhardts thuisland in New York.
Volgens Markus Kavka van Metal Hammer behoren de band, samen met Cro-Mags en Agnostic Front, tot de pioniers van de New Yorkse hardcore. De band speelt ook oldschool hardcorepunk op Cheaters and the Cheated. Ter vergelijking: volgens Robert Müller van Metal Hammer zijn de nummers op Birth after Birth veel ruwer. Het album zou een goede introductie zijn tot hardcorepunk aan de westkust van de Verenigde Staten. Volgens Henning Richter van Metal Hammer, die de band ook een pioniersband noemde, is de band op Beneath the Wheel toegenomen in vergelijking met zijn voorgangers. De nummers hadden een basis van een rijk basfundament, zweepachtige riffs, ranselende drums en de licht paniekerige zang van Burkhardt.
Hanno Kress classificeerde Cheaters and the Cheated in de New York Hardcore in haar keiharde recensie en vergat de 'punk in het hart' niet. De stijl is zeker niet ouderwets, maar staat open voor nieuw, gevarieerd, origineel en verfijnd. Wolf-Rüdiger Mühlmann nam het over van de volgende recorddiscussie. Met betrekking tot geboorte na geboorte zei hij dat er geen tekort was aan ideeën voor arrangementen, zang, refreinen, snelheid en dit ondanks de aanhouding van de oldschool. Over Beneath the Wheel ontdekte hij: grote snelheidsveranderingen van snelle kern tot midtempo groove tot trage vuisten". De band klonk traditioneel enerzijds, maar niet stoffig. De duidelijke opdracht voor oldschool hardcore werd later in een interview gepubliceerd.
Op de splitpublicatie samen met Warzone, wordt volgens Joachim Hiller van de Ox-Fanzine door Cause for Alarm compacte, strak gespeelde oldschool hardcore gespeeld. Volgens Olli Willms van Ox-Fanzine klinkt de band op Cheaters and the Cheated niet meer zo ruig als begin jaren 1980, maar speelt ze nog steeds oldschool hardcore. Volgens Hiller speelt Cause for Alarm als een van de langstlopende New Yorkse hardcorebands, klassieke dichte hardcore met toegewijde, doordachte teksten op Birth after Birth. In zijn recensie van Beneath the Wheels schreef David Häussinger van Ox-Fanzine dat hij, hoewel hij de muziek positief beoordeelde, de teksten dom vond en een ruwe mix van beschavingskritiek, dierenrechten, socialistische benaderingen, gemeenplaatsen tegen degenen die gebaseerd waren op christelijke/joodse waarden gevestigde westerse samenleving en een natuurlijk onvermijdelijke Krishna Bewustzijn. De zang klinkt als een melodieuze versie van Sick of It All, wat niet typisch is voor New Yorkse hardcore.

## Discografie
- 1982: Cause for Alarm (ep, geen label)
- 1995: Cause for Alarm / Warzone (splitalbum met Warzone, Victory Records)
- 1996: Cheaters and the Cheated (Victory Records)
- 1997: Birth after Birth (ep, Victory Records)
- 1998: Beneath the Wheels (Victory Records)
- 1999: When Revolution Is A Secret ...Unity Is The Key / Lost In The USA (split-ep met Mioceen, Grapes of Wrath)
- 2000: Nothing Ever Dies 1982-99 (compilatiealbum, Victory Records)